# Benedykt Gawryłkiewicz
Benedykt Gawryłkiewicz (ros. Бенедикт Брониславович Гаврилкевич, ur. 1 listopada?/14 listopada 1909 w Moskwie, zm. 30 czerwca 1994 w Odessie) – przewodniczący kołchozu im. Karla Liebknechta w rejonie bielajewskim w obwodzie odeskim, Bohater Pracy Socjalistycznej (1966).

## Życiorys
Był narodowości polskiej. W dzieciństwie często wraz z rodziną zmieniał miejsce zamieszkania; mieszkał w Kazachstanie, obwodzie orenburskim i innych miejscach. Od 1929 do 1931 pracował na stacji Kuwandyk w obwodzie orenburskim, w 1932 ukończył technikum teatralne, 1932-1933 odbywał służbę w Armii Czerwonej. Po zwolnieniu z armii do 1939 studiował w Odeskim Instytucie Rolniczym (obecnie Odeski Państwowy Uniwersytet Agrarny), 1939-1941 pracował jako agronom w kołchozie. W 1941 został zmobilizowany do Armii Czerwonej, uczestniczył w wojnie z Niemcami, biorąc udział w walkach w rejonie Nowoczerkaska, Woroszyłowgradu i Mozdoku. Po odbiciu Odessy w 1944 został skierowany do pracy jako dyrektor wojskowego przedsiębiorstwa handlowego w Odessie, później był starszym agronomem oddziału rolnego rady miejskiej Odessy. Od 1945 pracował w kołchozie im. Karla Liebknechta w rejonie bielajewskim w obwodzie odeskim, gdzie do 1962 był agronomem, a potem do 1976 przewodniczącym kołchozu; w 1976 przeszedł na emeryturę. Był deputowanym do obwodowej rady w Odessie.

## Odznaczenia
- Medal Sierp i Młot Bohatera Pracy Socjalistycznej (22 marca 1966)
- Order Lenina (dwukrotnie, 4 lipca 1949 i 22 marca 1966)
- Order Czerwonego Sztandaru Pracy (8 kwietnia 1971)

I wiele medali.